# Augustissimae Virginis Mariae
Augustissimae Virginis Mariae je encyklika papeže Lva XIII. vydaná 12. září 1897, pojednávací o katolickém spolčování, úctě k Panně Marii a růženci. Papež v ní konstatuje užitečnost katolických spolků a povzbuzuje katolíky, aby se sdružovali do růžencových bratrstev pod Konfraternitou svatého růžence. 